# 평균으로의 회귀
평균으로의 회귀(영어: regression toward the mean)는 예언된 변인에서 극단적인 값을 가져야 될 사람이 덜 극단적인 예언된 특성을 지니는 경향성을 말한다. 평균을 향한 회귀, 평균회귀, 회귀효과라고도 한다.
일반적으로 두 변수간 상관이 아주 크지 않을 경우, 한 변수에서 극단치를 보인 사례가 다른 변수에서는 덜 극단적인, 즉 평균에 가까운 값을 보이는 통계적 성질이 있다. 회귀분석이 어원이 된 것이지만, 회귀분석은 통계분석방법이고 평균회귀는 통계적 법칙을 이르는 것으로 의미는 같지 않다.

## 같이 보기
- 내적 타당도(Internal validity)
- 하디-바인베르크 원리(Hardy–Weinberg principle)